# Johnson City (Tennessee)
Johnson City és una població dels Estats Units a l'estat de Tennessee. Segons el cens del 2008 tenia 61.990 habitants.

## Demografia
Segons el cens del 2000, Johnson City tenia 55.469 habitants, 23.720 habitatges, i 14.018 famílies. La densitat de població era de 545,4 habitants/km².
Dels 23.720 habitatges en un 25% hi vivien nens de menys de 18 anys, en un 44,1% hi vivien parelles casades, en un 11,6% dones solteres, i en un 40,9% no eren unitats familiars. En el 33,9% dels habitatges hi vivien persones soles l'11,5% de les quals corresponia a persones de 65 anys o més que vivien soles. El nombre mitjà de persones vivint en cada habitatge era de 2,2 i el nombre mitjà de persones que vivien en cada família era de 2,82.
Per edats la població es repartia de la següent manera: un 19,8% tenia menys de 18 anys, un 13,7% entre 18 i 24, un 28,1% entre 25 i 44, un 22,5% de 45 a 60 i un 15,9% 65 anys o més.
L'edat mediana era de 37 anys. Per cada 100 dones de 18 o més anys hi havia 88 homes.
La renda mediana per habitatge era de 30.835$ i la renda mediana per família de 40.977$. Els homes tenien una renda mediana de 31.326$ mentre que les dones 22.150$. La renda per capita de la població era de 20.364$. Entorn de l'11,4% de les famílies i el 15,9% de la població estaven per davall del llindar de pobresa.

## Poblacions més properes
El següent diagrama mostra les poblacions més properes.